# Phytocoris ulmi
Phytocoris ulmi is een wants uit de familie Miridae (blindwantsen). De soort werd door Carl Linnaeus vermeld in zijn Systema naturae uit 1758.

## Uiterlijk
De langwerpige, geelrode tot roodbruine wants kan 6,5 tot 8 mm lang worden en heeft net als de andere vertegenwoordigers uit het genus Phytocoris zeer lange achterpoten. De antennen zijn geel, met uitzondering van het eerste segment, dat behaard en roodbruin is met witte spikkels. Het doorzichtige deel van de vleugels is kleurloos met grijze vlekken en rode aders. Zowel de dijen als de voorvleugels zijn bruin gevlekt maar deze vlekken zijn gelijkmatiger verdeeld dan bij Phytocoris varipes en Phytocoris insignis die er verder zeer op lijken.

## Levenswijze
De soort kent één generatie en overwintert als eitje. De volwassen dieren kunnen gevonden worden van mei tot september op verschillende bomen en struiken zoals braam, brem, hazelaar en vooral meidoorn waar ze zuigen aan onrijpe vruchten, knoppen en jonge bladeren. Verder eten ze ook bladluizen (Aphidoidea), bladvlooien (Psyllidae) en bijvoorbeeld spintmijten (Tetranychidae).

## Verspreiding en voorkomen
De soort komt voor in het Palearctisch gebied en is in Nederland vrij algemeen in de buurt van bosranden en houtwallen.